# Uz (Altos Pirenéus)
Uz é uma comuna francesa na região administrativa de Occitânia, no departamento dos Altos Pirenéus. Estende-se por uma área de 2,45 km². Em 2010 a comuna tinha 33 habitantes (densidade: 13,5 hab./km²).